# John de Innes
John de Innes est un prélat écossais né vers 1370 et mort le 2 août 1414. Il est évêque de Moray de 1407 à sa mort.
Il contribue grandement à la reconstruction de la cathédrale d'Elgin.